# Otamarakau
Otamarakau (maori de Nouvelle-Zélande : Ōtamarākau)  est une plage avec une communauté  situées dans le District de l’ouest de la Baie de l’Abondance de l’Île du Nord de la Nouvelle-Zélande, juste au sud de la localité de Pukehina.

## Toponymie
Le Ministère de la Culture et du Patrimoine de la Nouvelle-Zélande donne la traduction de "place des jeunes guerriers " pour le terme maori de  Ōtamarākau.

## Installation
Le marae Ōtamarākau et sa maison de rencontre : «Waitahanui a Hei»  sont des lieux de rassemblement traditionnels des  Ngāti Mākino (en) du  hapū des  Ngāti Mākino (en) et des Ngāti Te Awhe (en),.
Le front de mer moderne du marae est géré principalement pour accueillir des tangi mais abrite aussi d’autres fonctions pour les organisations de la Baie de Plenty .
En 2018, un tempête chargée d’eaux pluviales avec d’importants sédiments inondèrent les terrains humides du marais de Otamarakau à partir de deux bassins  construit sans une planification suffisamment approuvée  
En janvier 2020, la compagnie de fruit de kiwi de la Bay Gold reçut une amende pour cet incident.
Une camera rapide fut installée sur la route nationale au niveau de Otamarakau en 2018 conduisant à 30.000 d’amendes au cours des premiers mois de fonctionnement .

## Éducation
- L’école  «Otamarakau School»  est une école primaire, publique, mixte, allant de l’année 1 à 8 [8],[9] avec un effectif de 98 élèves en novembre 2022[10]

Le principal évènement permettant une levée de fonds annuel pour l’école est une compétition de pèche .